# 최상진
최상진(崔相鎭, 1973년 11월 8일 ~ )은 대한민국의 배우이다. 한때 2001년에서 2006년까지 최치문(崔致文)이라는 예명을 사용하였다.

## 이력
1985년호랑이 선생님 3기 멤버로 합류 하였다.

## 출연작

### 연극
- 1992년 《리어 왕》 ... 오즈월드 역(단역)
- 1994년 《햄릿》 ... 마셀러스 역(단역)
- 2002년 《돌아오지 않는 해병》
- 2002년 《특공대와 돌아오지 않는 해병》

### 뮤지컬
- 1992년 《아가씨와 건달들》 ... 베니 사우드스트릿 역(남자 조연)
- 2002년 《홍가와라》 ... 고카시와바라 역(조연)

### 텔레비전 드라마
- 1985년 MBC 농촌드라마 《전원일기》 ... 209화에서 큰 딸 영옥의 아들역 극 중 금동이와 키재기를 한다.
- 1985년 MBC 어린이드라마 《호랑이선생님》 ... 3기 멤버로 출연
- 1986년 MBC 어린이드라마 《꾸러기》 ... 모임의 참모이자 브레인 역할인 짱구 역
- 1987년 MBC 청소년드라마 《푸른계절》 ... 훈이 역
- 1987년 KBS 청춘드라마 《사랑이 꽃피는 나무》 ... (단역)
- 1987년 KBS 대하드라마 《이화》 ... (단역)
- 1987년 KBS 대하드라마 《토지》 ... (단역)
- 1989년 MBC 대하드라마 《조선왕조 오백년 - 한중록》 ... 상계군 이담 역(단역)
- 1989년 MBC 대하드라마 《조선왕조 오백년 - 파문》 ... 순조 이공 역(단역)
- 1990년 MBC 청춘드라마 《우리들의천국》 ...쌍둥이 형제 미수 역
- 1990년 MBC 대하드라마 《조선왕조 오백년 - 대원군》 ... 완화군 이선 역(단역)
- 1990년 MBC 청춘드라마 《우리들의 천국》
- 1992년 KBS 청춘드라마 《맥랑시대》
- 1992년 SBS 주간드라마 《소설극장》
- 1993년 MBC 주간드라마 《한지붕 세가족》
- 1993년 KBS 대하드라마 《청춘극장》
- 1994년 KBS 청춘드라마 《사랑의 인사》
- 1994년 KBS 미니시리즈 《느낌》
- 1994년 KBS 대하드라마 《역사의 라이벌》
- 1994년 KBS 농촌드라마 《대추나무 사랑 걸렸네》
- 1995년 SBS 드라마스페셜 《아스팔트 사나이》
- 1995년 SBS 일일시트콤 《LA아리랑》
- 1995년 KBS 청춘드라마 《사랑이 꽃피는 계절》
- 1996년 EBS 설날특집 드라마 《까치 까치 설날은》 ... 장익호 역
- 1996년 KBS 청소년드라마 《신세대 보고 어른들은 몰라요》
- 1996년 MBC 일일드라마 《서울 하늘 아래》
- 1997년 MBC 농촌드라마 《전원일기》 ... 고순영(박순천 분)의 친정 조카이자 김수남(강현종 분)의 외사촌 형 역으로 단역
- 1997년 SBS 드라마스페셜 《달팽이》
- 1997년 KBS 수목드라마 《그대 나를 부를 때》
- 1998년 EBS 주간드라마 《내일》
- 1998년 MBC 일일시트콤 《남자 셋 여자 셋》 ... 문화대학교 중국어학과 2학년 학생 조광윤 역으로 카메오 단역
- 1999년 MBC 주간드라마 《육남매》
- 2000년 KBS 일일시트콤 《반쪽이네》
- 2003년 SBS 설특집드라마 《도토리묵》
- 2006년 SBS 추석특집드라마 《깜근이 엄마》

### TV 프로그램
- 1996년 KBS 한국방송공사 《슈퍼 선데이》

### 라디오 프로그램
- 2015년 EBS FM 《EBS 책 읽는 라디오 낭독 시리즈》

### 광고
- 1991년 빙그레 해씨호씨 (이민우, 이의정과 함께 출연)